# Илекский сельсовет
Илекский сельсовет — сельское поселение в Илекском районе Оренбургской области Российской Федерации.
Административный центр — село Илек.

## История
9 марта 2005 года в соответствии с законом Оренбургской области № 1899/341-III-ОЗ образовано сельское поселение Илекский сельсовет, установлены границы муниципального образования.

## Население
| 2010    | 2012    | 2013    | 2014    | 2015    | 2016    | 2017    |
| ------- | ------- | ------- | ------- | ------- | ------- | ------- |
| 9957    | ↘9953   | ↗9988   | ↗9996   | ↗10 045 | ↗10 070 | ↗10 111 |
| 2018    | 2019    | 2020    | 2021    |         |         |         |
| ↗10 147 | ↘10 143 | ↘10 047 | ↗10 383 |         |         |         |

## Состав сельского поселения
| № | Населённый пункт | Тип населённого пункта       | Население |
| - | ---------------- | ---------------------------- | --------- |
| 1 | Илек             | село, административный центр | ↗10 191   |
| 2 | Шутово           | село                         | ↘192      |